# Stensele
Stensele (sydsamiska Gierkiesovvene, umesamiska Geärggiesuvvane) är en tätort i Storumans kommun i Lappland.
Stensele ligger längs Europaväg 12 (Blå vägen), cirka 3 km söder om Storuman vid Umeälven.

## Historia
Stensele är kyrkby i Stensele socken och ingick efter kommunreformen 1862 i Stensele landskommun. I denna inrättades för orten 30 april 1937 Stensele municipalsamhälle som upplöstes med utgången av 1964. Orten ingår sedan 1971 i Storumans kommun.

### Befolkningsutveckling
| Befolkningsutvecklingen i Stensele 1960–2020 | Befolkningsutvecklingen i Stensele 1960–2020 | Befolkningsutvecklingen i Stensele 1960–2020 | Befolkningsutvecklingen i Stensele 1960–2020 | Befolkningsutvecklingen i Stensele 1960–2020 |
| -------------------------------------------- | -------------------------------------------- | -------------------------------------------- | -------------------------------------------- | -------------------------------------------- |
|                                              |                                              |                                              |                                              |                                              |
| År                                           |                                              |                                              | Folkmängd                                    | Areal (ha)                                   |
| 1960                                         | 1960                                         |                                              | 802                                          |                                              |
| 1965                                         | 1965                                         |                                              | 730                                          |                                              |
| 1970                                         | 1970                                         |                                              | 737                                          |                                              |
| 1975                                         | 1975                                         |                                              | 722                                          |                                              |
| 1980                                         | 1980                                         |                                              | 795                                          |                                              |
| 1990                                         | 1990                                         |                                              | 709                                          | 122                                          |
| 1995                                         | 1995                                         |                                              | 632                                          | 125                                          |
| 2000                                         | 2000                                         |                                              | 580                                          | 125                                          |
| 2005                                         | 2005                                         |                                              | 578                                          | 125                                          |
| 2010                                         | 2010                                         |                                              | 546                                          | 125                                          |
| 2015                                         | 2015                                         |                                              | 500                                          | 107                                          |
| 2020                                         | 2020                                         |                                              | 462                                          | 123                                          |
|                                              |                                              |                                              |                                              |                                              |

## Samhället
I Stensele finns Stensele kyrka, som är en av Sveriges största träkyrkor. En av Västerbottens rullskidbanor finns i Stensele. 

## Sport
Stenselebergets liftanläggning har en lift av märket Doppelmayer från 1965. Backens längd är 510 meter och det finns tre nerfarter varav två är belysta.

## Kända personer från Stensele
- Karl Gustav Abramsson
- Barbro Holmberg
- Björn Ferry
- Jeja Sundström